# المرأة في الفن الفلبيني

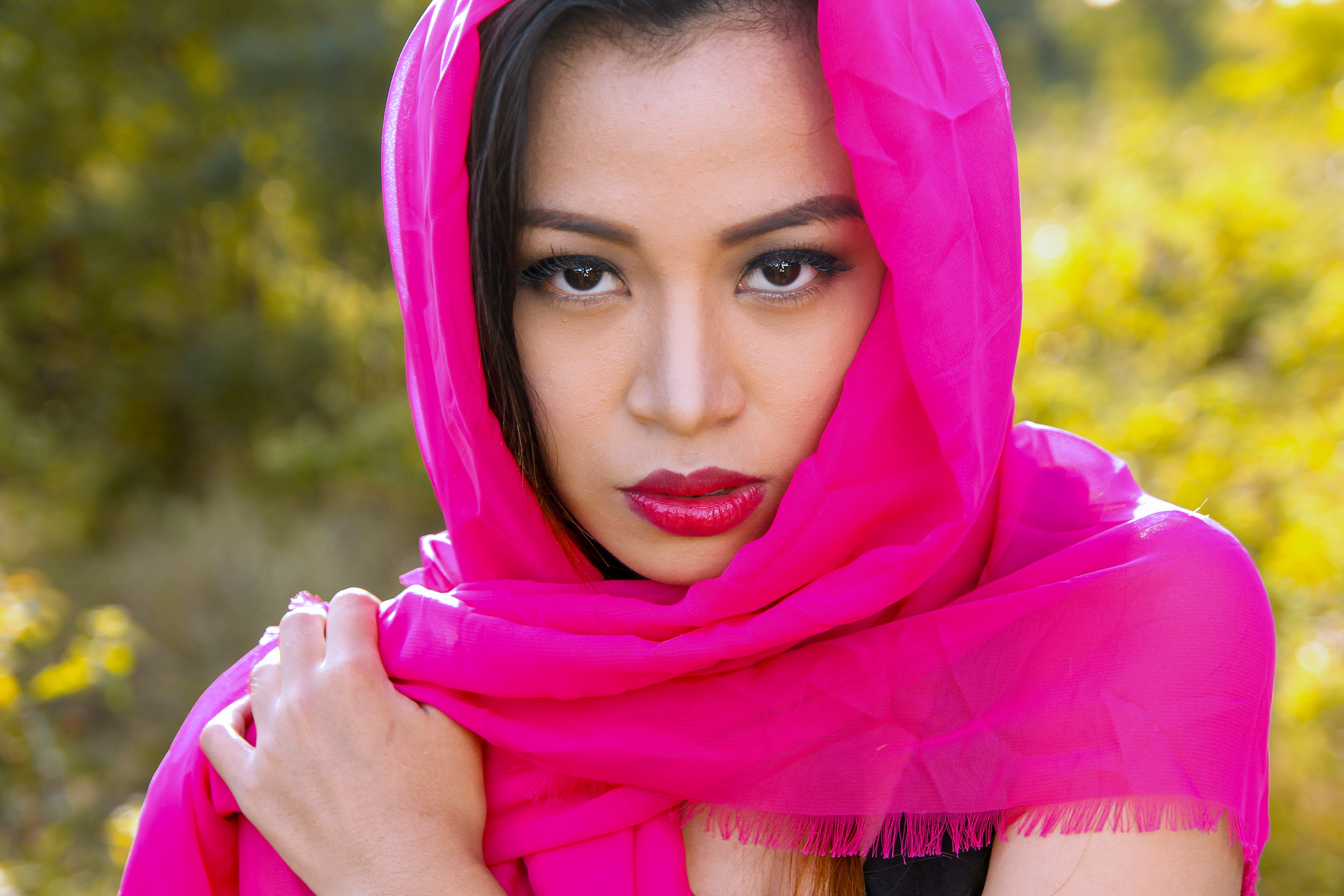
فتاة بوشاح وردي

«المرأة في الفن الفلبيني» إحدى  العديد من أشكال الفن في الفلبين التي تستخدم النساء في الفلبين (وحتى النساء في أجزاء أخرى من العالم) موضوعًا رئيسيًا اعتمادًا على غرض الفنان الفلبيني. 
يعتمد تصوير المرأة في الفنون المرئية على السياق الخاص بكيفية إدراك المجتمع الفلبيني للمرأة ودورها في المجتمعات البشرية، مثل مجتمعاتها.

## المرأة في اللوحات
في مجال الرسم، صوَّر الفنانون المرئيون الفلبينيون النساء في رسوماتهم على أنهن نساء مؤثرات وذوات سلطة، ونساء يشاركن في الأنشطة المنزلية، ونساء يظهر أنهن تحت سيطرة رجال مؤثرين في الفلبين أو رجال أجانب.

### نساء أمورسولو
تمكن الفنان الفلبيني الوطني فرناندو أمورسولو (1972-1892) -انطلاقًا من رسم وجوه وأشكال النساء الفلبينيات- من تطوير قالبه الخاص حول كيفية رسم وإنشاء نساء فلبينيات في فنه: نساء بوجوه مستديرة ولكنها ليست بيضاوية، مع عيون نابضة بالحياة (ليست حالمة أو نائمة) «استثنائية»، مع أنوف صلبة ومحددة بشدة (ليست حادة في الشكل)، مع بشرة صافية ولون جديد، وليس بالضرورة بشرة بيضاء ولا لون بني غامق من الملايو. رسم أمورسولو المرأة الفلبينية التي تشبه مكانة الفتاة «الخجولة».

### نساء لونا
في المقابل، رسم الرسام والنحات الفلبيني إيلوسترادو والناشط السياسي والبطل الثوري خوان لونا (1857-1899) النساء في ضوء مختلف. في لوحته المعروفة باسم Españay Filipinas («إسبانيا والفلبين»، 1886)، استخدم لونا الرمزية والرمز من طريق تقديم امرأة إسبانية أطول وذات أكتاف قوية (تمثل إسبانيا والاستعمار) تقود امرأة أقصر ورشيقة و ترتدي «ملابس متواضعة»؛ امرأة فلبينية (تمثل الفلبين) نحو طريق التقدم.
كان غزير الإنتاج في حياته المهنية. بوصفه رسامًا، أنتج لونا مشاهد تصور الحياة الفلبينية والأوروبية. يمكن رؤية تصوير لونا للمرأة الأوروبية في أعماله: المرأة الرومانية 1882، و The Odalisque1885، والمرأة من مدريد 1880، وفي البلكونة 1884، ونزهة في نورماني 1880، والحياة الباريسية 1892، وبعد الرقص 1880، وبائع زهور الشوارع 1880، وأحلام الحب 1890، وصديقتي، ومركونة مونتي أوليفار 1881.
رسم لونا أيضًا مشهدًا يصور النساء المصريات في عمله: موت كليوباترا، 1881.

### نساء هيدالجو
Félix Resurrección Hidalgo 1855-1913، أحد أعظم الرسامين الفلبينيين في أواخر القرن التاسع عشر، له نصيبه العادل من المساهمة الفنية في رسم الشخصيات النسائية التاريخية من طريق الفنون البصرية خلال عصره. يروي فيلم هيدالجو (عذارى كريستيان يتعرضون للغوغاء، 1884) المعاناة التي عانت منها النساء خلال الفترة في التاريخ الروماني القديم عندما حدث اضطهاد المسيحيين في روما القديمة. قُدمت في هذه التحفة عبدتان شبه عاريتين (ترمزان إلى المرأة الفلبينية)،  بلا حول ولا قوة ومجردتان من الكرامة، وبيعا بالمزاد العلني للمشاهدين الرومان البائسين.  لدى هيدالجو أيضًا لوحة لامرأة قوقازية بعنوان سيدة في ضوء القمر.

### رسامين آخرين
كان لدى فابيان دي لا روزا، معلم وعم فرناندو أمورسولو وشقيقه بابلو أمورسولو (1898-1945) أسلوبه الخاص في رسم النساء. رسم دي لا روزا مجموعة من النساء العاملات في حقل أرز عام 1902، وصورة لشابة فلبينية عام 1928. رسم بابلو أمورسولو بنفسه تجسيدًا خاصًا به لبائعة فواكه.

## المرأة في المنحوتات

### نساء ريزال
استخدم الرسام والنحات والكاتب والثوري والبطل الوطني الفلبيني خوسيه ريزال (1861-1896) أيضًا موضوع امرأة قوية في منحوتاته. كان تمثاله الطيني المعروف باسم انتصار العلم على الموت (المعروف أيضًا باسم سينتيا، 1890) عرضًا لامرأة عارية وشابة ذات شعر فائض واقفة وتدوس على جمجمة وهي تحمل شعلة مرفوعة عاليًا. يرمز النحت إلى جهل الجنس البشري خلال العصور المظلمة. 
كانت الشعلة التي حملتها المرأة دليلًا على الانتصار والتنوير اللذين تلقاهما الجنس البشري من طريق هزيمة الموت من طريق العلم.  في تمثال آخر، يُعرف باسم انتصار الموت على الحياة (1890)، يصور ريزال امرأة كانت تعرج وبلا حياة أمام قبضة واحتضان صورة هيكل عظمي قائم بذاته (رمز الموت). 
نحت ريزال أيضًا شخصية أخرى لامرأة تُعرف باسم (Reclining Nude 1890). تضمن أسلوب ريزال في تشكيل النساء في منحوتات تجسيد جسد الأنثى الشابة تمثيلًا للحيوية والفضيلة. كانت «النساء المنحوتات» لريزال -كما وصفتها راكيل إيه. جي. رييس في كتابها الحب والعاطفة والوطنية: حركة الدعاية الفلبينية، 1882-1892- ناعمة، شابة، مع حالة لا تشوبها شائبة، مع علامات تقليدية لشعر طويل وفير ومتدفق على  الرأس. كانت هذه النعومة والسيولة عمومًا تأثيرًا متباينًا مع صلابة مادة الإسكايولا التي استخدمها ريزال في نحت هؤلاء النساء. رسم ريزال رسمًا باستخدام الطباشير الملون صديقته السابقة ليونور ريفيرا.

## المرأة والجنس في الفن الفلبيني
مثالًا على النساء في الفن الفلبيني، وصفت منحوتات ريزال الثلاثة (كما نوقش أعلاه) من قبل راكيل إيه جي رييس بأنها «تمثيل نادر للجنس الأنثوي النهم الذي ينسبه ريزال إلى المرأة غير الفلبينية». وأوضح ريس كذلك أن ريزال لم يرغب في أن «تقلد» النساء في الفلبين النساء الأجنبيات، مثل النساء الأوروبيات في عصره، اللاتي كن أساس منحوتاته.